# Гололобов, Данил Михайлович
Данил Михайлович Гололобов (род. 11 октября 2002, Магнитогорск, Челябинская область) — российский хоккеист, защитник. Мастер спорта России (2025).

## Биография
Воспитанник магнитогорского «Металлурга». В сезонах 2019/20 — 2022/23 играл в команде МХЛ «Стальные лисы», провёл один матч за команду ВХЛ «Ермак» Ангарск. С сезона 2023/24 — игрок «Металлурга» в КХЛ.
Обладатель Кубка Гагарина сезона 2023/24.